# إلياس حنا
إلياس طنوس حنا هو عميد متقاعد بالجيش اللبناني وخبير استراتيجي عسكري وباحث متخصص في الشؤون العسكرية. وهو أيضًا أستاذ جامعي ومحاضر في كل من الجامعة الأمريكية في بيروت وجامعة سيدة اللويزة في لبنان. يُحاضر في مجالات الجغرافية السياسية والشؤون الجيوسياسية وأسباب الحرب والعلوم السياسية. يقوم بمداخلات والتحليل العسكري على قناة الجزيرة، وقد برز بشكلٍ كبير في التحليل بعد عملية طوفان الأقصى وجبهة الإسناد اللبنانية.
تخرج إلياس من كلية القيادة الجوية والأركان في القوات المسلحة الأميركية والكلية الحربية الجوية، وكلية الأركان بتفوق وحائز شهادة معادلة لدرجة الماجيستير في الدراسات الاستراتيجية. حائز على شهادة ماجيستير في الشؤون الدولية والدبلوماسية من جامعة سيدة اللويزة في لبنان. كان العميد إلياس قائدًا لكتيبة المدفعية 55 و 105 بالجيش اللبناني. تابع دورة استعلام تكتيكي وخبير متفجرات في الولايات المتحدة ودورة خبير كلاب متفجرات في بريطانيا ودورة صواريخ في فرانسا. له منشورات عسكرية عديدة في الكثير من المجالات، خاصةً الذكاء الاصطناعي والحرب.